# Olympische Winterspiele 1998/Teilnehmer (Südkorea)
| Gelbes Symbol für Goldmedaillen mit stilisierten Olympischen Ringen | Graues Symbol für Silbermedaillen mit stilisierten Olympischen Ringen | Braundes Symbol für Bronzemedaillen mit stilisierten Olympischen Ringen |
| ------------------------------------------------------------------- | --------------------------------------------------------------------- | ----------------------------------------------------------------------- |
| 3                                                                   | 1                                                                     | 2                                                                       |

Südkorea nahm an den Olympischen Winterspielen 1998 im japanischen Nagano mit einer Delegation von 37 Athleten in acht Disziplinen teil, davon 26 Männer und 11 Frauen. Mit drei Goldmedaillen, einer Silbermedaille und zwei Bronzemedaillen war Südkorea die neunterfolgreichste Nation bei den Spielen.
Fahnenträger bei der Eröffnungsfeier war der Skirennläufer Hur Seung-wook.

## Teilnehmer nach Sportarten

### Biathlon
Männer
- Jeon Jae-won
10 km Sprint: 70. Platz (35:09,5 min)
20 km Einzel: 71. Platz (1:15:17,8 h)

### Eiskunstlauf
Männer
- Lee Kyu-hyun
24. Platz (35,5)

### Eisschnelllauf
Männer
- Choi Jae-bong
1500 m: 12. Platz (1:51,47 min)
5000 m: 29. Platz (6:54,62 min)

- Chun Joo-hyun
1000 m: 21. Platz (1:12,55 min)
1500 m: 15. Platz (1:51,65 min)

- Jegal Seong-ryeol
500 m: 16. Platz (1:12,97 min)
1000 m: 30. Platz (1:13,09 min)

- Jeong Jin-wook
1500 m: 39. Platz (1:55,02 min)

- Kim Jin-soo
500 m: 34. Platz (1:14,32 min)

- Kim Yoon-man
500 m: 7. Platz (1:12,36 s)
1000 m: 20. Platz (1:12,50 min)

- Lee Kyu-hyeok
500 m: 8. Platz (1:12,55 min)
1000 m: 13. Platz (1:12,05 min)

Frauen
- Baek Eun-bi
1500 m: 25. Platz (2:05,23 min)
3000 m: 23. Platz (4:24,50 min)

- Choi Seung-yong
500 m: 24. Platz (1:20,79 min)
1000 m: 24. Platz (1:21,28 min)

- Chun Hee-joo
500 m: 29. Platz (1:21,62 min)
1000 m: 30. Platz (1:22,06 min)

- Kang Mi-young
500 m: 30. Platz (1:22,25 min)
1000 m: 38. Platz (1:24,18 min)

- Kim Ju-hyun
500 m: 33. Platz (1:22,79 min)
1000 m: 35. Platz (1:23,18 min)

- Lee Kyeong-nam
1500 m: 26. Platz (2:05,59 min)
3000 m: 20. Platz (4:21,10 min)

### Rennrodeln
Männer
- Kang Kwang-bae
31. Platz (3:35,958 min)

- Lee Gi-ro
29. Platz (3:34,721 min)

- Lee Yong
32. Platz (3:40,407 min)

### Shorttrack
Männer
- Chae Ji-hoon
500 m: 5. Platz (42,832 s)
1000 m: 10. Platz (im Viertelfinale disqualifiziert)
5000-m-Staffel: Silber  (7:06,776 min)

- Kim Dong-sung
500 m: 8. Platz (43,090 s)
1000 m: Gold  (1:32,375 min)
5000-m-Staffel: Silber  (7:06,776 min)

- Lee Ho-eung
5000-m-Staffel: Silber  (7:06,776 min)

- Lee Jun-hwan
500 m: 12. Platz (im Viertelfinale ausgeschieden)
1000 m: 7. Platz (1:33,131 min)
5000-m-Staffel: Silber  (7:06,776 min)

Frauen
- An Sang-mi
3000-m-Staffel: Gold  (4:16,260 min)

- Choi Min-kyung
500 m: 4. Platz (46,504 s)

- Chun Lee-kyung
500 m: Bronze  (46,335 s)
1000 m: Gold  (1:42,776 min)
3000-m-Staffel: Gold  (4:16,260 min)

- Kim Yoon-mi
500 m: 10. Platz (im Halbfinale ausgeschieden)
1000 m: 6. Platz (1:37,777 min)
3000-m-Staffel: Gold  (4:16,260 min)

- Won Hye-kyung
1000 m: Bronze  (1:43,361 min)
3000-m-Staffel: Gold  (4:16,260 min)

### Ski Alpin
Männer
- Byun Jong-moon
Riesenslalom: Rennen nicht beendet
Slalom: Rennen nicht beendet

- Hur Seung-wook
Riesenslalom: 33. Platz (2:52,27 min)
Slalom: 23. Platz (1:58,01 min)

### Skilanglauf
Männer
- Ahn Jin-soo
10 km klassisch: 74. Platz (31:55,5 min)
15 km Verfolgung: 66. Platz (1:18:51,4 h)
30 km Freistil: 63. Platz (1:54:12,2 h)
4 × 10 km Staffel: 20. Platz (1:55:17,1 h)

- Park Byung-chul
10 km klassisch: 53. Platz (30:42,1 min)
15 km Verfolgung: Rennen nicht beendet
30 km Freistil: 55. Platz (1:47:41,5 h)
4 × 10 km Staffel: 20. Platz (1:55:17,1 h)

- Park Byung-joo
10 km klassisch: 79. Platz (32:46,1 min)
15 km Verfolgung: 67. Platz (1:19:19,8 h)
4 × 10 km Staffel: 20. Platz (1:55:17,1 h)

- Shin Doo-sun
50 km klassisch: 61. Platz (2:33:27,3 h)
4 × 10 km Staffel: 20. Platz (1:55:17,1 h)

### Skispringen
- Choi Heung-chul
Normalschanze: 46. Platz (77,5)
Großschanze: 40. Platz (89,1)
Mannschaft: 13. Platz (373,8)

- Choi Yong-jik
Normalschanze: 53. Platz (69,0)
Großschanze: 53. Platz (66,6)
Mannschaft: 13. Platz (373,8)

- Kim Heung-soo
Normalschanze: 61. Platz (59,5)
Großschanze: 62. Platz (9,9)
Mannschaft: 13. Platz (373,8)

- Kim Hyun-ki
Normalschanze: 59. Platz (61,5)
Großschanze: 51. Platz (72,9)
Mannschaft: 13. Platz (373,8)